# Heliga kejsar Konstantins och kejsarinna Helenas kyrka, Vitkovci
Heliga kejsar Konstantins och kejsarinna Helenas kyrka (serbisk kyrilliska: Црква Светих Цара Константина и Царице Јелене; latinska: Crkva Svetih Cara Konstantina i Carice Jelene) är en serbisk-ortodox kyrkobyggnad, belägen i tätorten Vitkovci i Serbiska republiken i Bosnien och Hercegovina.
Kyrkan är helgad åt den romerske kejsaren Konstantin den store och hans mor, Helena. Den tillhör Zvorniks och Tuzlas stift.

## Historik
Helige kejsar Konstantins och kejsarinna Helenas kyrka i Vitkovci började byggas år 1997. Grunden invigdes av biskop Vasilije av Zvornik och Tuzla 1999. Han invigde också kyrkan 2004.
Kyrkan målades mellan 2007 och 2009 av Nikola Đurović från Kosjerić.

## Inventarier
- Inne i kyrkan finns en ikonostas gjord av ek och som tillverkades av Živko Vuković från Šnjegotina.[1]
- Ikonostasens ikoner målades av Milojko Prodanović från Kulaš.[1]
- Freskerna invigdes den 25 juli 2009.[2]